# Сарыкуль
Сарыкуль — деревня в Еткульском районе Челябинской области России. Входит в состав Белоносовского сельского поселения.

## География
Деревня находится на востоке Челябинской области, в лесостепной зоне, на западном берегу озера Малый Сарыкуль, на расстоянии 10 километров (по прямой) к юго-юго-востоку (SSE) от села Еткуль, административного центра района. Абсолютная высота 219 метров над уровнем моря.

## Население
| 2002 | 2010 |
| ---- | ---- |
| 170  | ↗178 |

Гендерный состав
По данным Всероссийской переписи населения 2010 года в гендерной структуре населения мужчины составляли 49,4 %, женщины — 50,6 %.
Национальный состав
Согласно результатам переписи 2002 года, в национальной структуре населения русские составляли 91 %.

## Улицы
Уличная сеть деревни состоит из пяти улиц.